# Francisco Villota
Francisco Villota y Baquiola (født 18. november 1873 i Madrid, død 7. januar 1950 smst.) var en spansk sportsudøver, som deltog i OL 1900 i Paris.
Villota stillede sammen med José de Amézola y Aspizúa op i pelota (baskisk udgave med handsker) ved OL 1900 i Paris. Det eneste øvrige tilmeldte hold var fransk, men trak sig kort før konkurrencen, så de to spaniere blev olympiske mestre uden kamp. Det var første og eneste gang, denne disciplin var på det olympiske program.
Villota var en alsidig sportsmand, der blandt andet gik turen fra Madrid til El Escorial (omtrent 50 km) på otte timer. Han var også præsident for Euskal-Jai-klubben i Madrid, og han var med til at organisere pelotaturneringer i Madrid i perioden 1908-1910.